# Forcipomyia saltivaga
Forcipomyia saltivaga är en tvåvingeart som beskrevs av Frederick Askew Skuse 1889. Forcipomyia saltivaga ingår i släktet Forcipomyia och familjen svidknott. Inga underarter finns listade i Catalogue of Life.